# 孫春蘭
孫春蘭（そん しゅんらん、簡体字：孙春兰、繁体字：孫春蘭、英語：Sun Chunlan、スン・チュンラン、1950年5月24日 - ）は、中華人民共和国の政治家。国務院副総理。第18期・19期中国共産党中央政治局委員、天津市党委員会書記、福建省人民代表大会常務委員会主任、中華全国総工会副主席、書記処第一書記、中国共産党中央統一戦線工作部部長を歴任した。中国共産党として万紹芬に次いで2人目の女性の省委員会書記である。第15・16期中央候補委員、第17期中央委員、第18期・19期中央政治局委員であった。

## 経歴
1950年5月24日に河北省饒陽県に誕生する。15歳で鞍山市工業技術学校機械専攻に入学し、卒業後は鞍山時計工場に工員として勤務し、その間職域党支部委員、工場共産主義青年団委員会責任者を務めた。文化大革命中の1973年5月に中国共産党に入党した。翌年に鞍山市第一軽工業局に採用され、党委員会常務委員兼共青団委員会書記に任命された。文革終結後の1978年に鞍山化繊毛紡績工場に移り、工場革命委員会副主任・党委員会常務委員・政治処副主任・副工場長・党委員会副書記・書記を歴任し、1988年には鞍山市婦人連合会主任に就任した。
1990年代になると出世が早くなり、1991年に遼寧省総工会副主席に抜擢され、1993年に遼寧省婦人連合会主席に転任して1994年には遼寧省総工会主席に任命された。1995年に遼寧省党委員会常務委員に選出され、顧金池・聞世震・李克強の3人の省委書記を経験した。1997年に遼寧省委副書記兼省委党校校長に昇進し、2001年6月には、遼寧省長代理に転出した薄熙来の後を受けて、大連市党委第9期委員会第1回全体会議において満票で市党委員会書記に選出された。
2005年11月末に党中央に異動し、中華全国総工会党グループ書記に就任した。その数日後に全国総工会第14期執行委員会第3回全体会議において全国総工会副主席に選出され、兼ねて書記処第一書記及び党グループ書記に任命された 。2009年11月、同様にかつて全国総工会幹部であった盧展工に替わって福建省党委書記に就任し、万紹芬以来2人目の女性の省委員会書記となった。2010年1月より福建省人民代表大会常務委員会主任を兼任している。
2012年11月15日の第18期中央委員会第1回全体会議で中央政治局委員に選出され、11月21日には張高麗に替わって天津市党委書記に就任した。
2014年12月に汚職容疑で解任された令計画の後任として、第14代中国共産党中央統一戦線工作部部長に就任した。
2018年3月に第12期全国人民代表大会で国務院副総理に選出された。

## その他
2012年に失脚した重慶市の薄熙来前党委員会書記とは犬猿の仲だという
。